# Jean-Marc Bory
Pour les articles homonymes, voir Bory.
Jean-Marc Bory est un comédien et metteur en scène suisse, né le 17 mars 1934 à Noville, en Suisse, et mort le 31 mars 2001 à Locmaria (Belle-Île-en-Mer).

## Biographie
Né à Noville (canton de Vaud), au bord du lac Léman, Jean-Marc Bory part apprendre le théâtre à l'école d'art dramatique de Blanche Derval à Lausanne ; il quitte ensuite sa Suisse natale pour venir à Paris et suivre les cours de Maurice Escande.
Après des mois de figurations dans diverses pièces, il prend le rôle de Gauthier d'Aulnay dans La Tour de Nesle, auprès de Maria Casarès et de Serge Reggiani, ce dernier lui offrant ultérieurement le rôle-titre dans sa propre production d'Hamlet, en plus de le recommander, en 1955, à André Cayatte pour le rôle du juge d'instruction dans Le Dossier noir.
Ces débuts, prometteurs, manquent s'interrompre à cause de deux accidents graves en 1955. À l'automne 1956 il revient sur scène et monte, en 1957, la pièce de Peter Ustinov, Romanoff et Juliette.
Le succès lui vient au cinéma en jouant le partenaire de Jeanne Moreau dans le film Les Amants de Louis Malle, en 1958.
Il supporte mal cette notoriété et le battage médiatique que certaines scènes du film, osées pour l'époque, ont suscité.
Les dernières années, Jean-Marc Bory s'est surtout produit sur les planches, notamment sous la direction du metteur en scène Jean-Louis Martinelli à Lyon, puis à Strasbourg.
Il a été désigné meilleur comédien, lors du Prix du Syndicat de la critique en 1993, pour ses rôles dans La Compagnie des hommes et Les Marchands de gloire.
Alors qu'il venait de signer, pour l'Opéra de Lausanne, une mise en scène de Lucio Silla de Mozart, Jean-Marc Bory meurt à 67 ans d'un arrêt cardiaque, le 31 mars 2001. La production a été par la suite reprise par le Théâtre de Caen.
Il est inhumé au cimetière de Locmaria, sur l'île de Belle-Île-en-Mer, dans le Morbihan.

## Filmographie

### Cinéma
- 1955 : Le Dossier noir d'André Cayatte : Juge Jacques Arnaud
- 1958 : Les Amants de Louis Malle : Bernard Dubois-Lambert
- 1959 : Les Loups dans l'abîme (Lupi nell'abisso) de Silvio Amadio
- 1960 : Le Tank du huit septembre (Il carro armato dell'8 settembre) de Gianni Puccini
- 1960 : Les Loups dans la bergerie d'Hervé Bromberger : Roger
- 1960 : Austerlitz d'Abel Gance: Soult
- 1962 : Adorable Menteuse de Michel Deville: Martin
- 1962 : Maléfices d'Henri Decoin : François Rauchelle
- 1962 : Le Repos du guerrier de Roger Vadim : Pierre Leroy
- 1963 : Rogopag (Ro.Go.Pa.G.) : Le mari (segment Il nuovo mondo) Film à sketchs de divers réalisateurs - Narrateur
- 1963 : Vacances portugaises de Pierre Kast : Jean-Marc
- 1963 : Dragées au poivre de Jacques Baratier : Reporter
- 1963 : Les Animaux  - film documentaire - de Frédéric Rossif - Narrateur
- 1963 : Amour sans lendemain (Un tentativo sentimentale) de Pasquale Festa Campanile et Massimo Franciosa : Dino
- 1966 : La Fantastique histoire vraie d'Eddie Chapman (Triple Cross) de Terence Young : Resistance Leader
- 1967 : L'Étranger (Lo straniero) de Luchino Visconti
- 1968 : I visionari de Maurizio Ponzi
- 1971 : Comptes à rebours de Roger Pigaut : Ferrier
- 1972 : Une prostituée au service du public et en règle avec la loi (Una prostituta al servizio del pubblico e in regola con le leggi dello stato) d'Italo Zingarelli : François Coly
- 1972 : Le Dernier Tango à Paris de Bernardo Bertolucci - Voix
- 1973 : Au rendez-vous de la mort joyeuse de Juan Bunuel : Marc
- 1974 : La Race des seigneurs de Pierre Granier-Deferre : Savarin
- 1976 : Jamais plus toujours de Yannick Bellon: Mathieu
- 1977 : Le Juge Fayard dit Le Shériff d'Yves Boisset : Monsieur Paul
- 1977 : Les Fougères bleues : Stanislas
- 1978 : Conte à régler, court-métrage de Bernard Nauer
- 1981 : Rosa, chaste et pure (Casta e pura) de Salvatore Samperi : Dr. Natal
- 1982 : L'Amour des femmes de Michel Soutter: Bruno
- 1985 : Derborence de Francis Reusser : Nendaz
- 1985 : L'Amour braque d'Andrzej Żuławski : Simon Venin
- 1985 : Le Meilleur de la vie de Renaud Victor: Le père de Véronique
- 1985 : Le Temps détruit – Lettres d’une guerre de Pierre Beuchot - Voix
- 1988 : Bernadette de Jean Delannoy : Le curé Peyramale
- 1995 : Marie de Nazareth de Jean Delannoy : Pilate

### Télévision
- 1960 : 'Du côté de l'enfer de Claude Barma (téléfilm) : Marc
- 1964 : Vol 272 (feuilleton) : Henri
- 1964 : L'Enlèvement d'Antoine Bigut : Antoine Bigut
- 1965 : La Guêpe
- 1967 : La Bien-aimée de Jacques Doniol-Valcroze  : Jacques Forestier
- 1974 : Madame Baptiste de Claude Santelli : Le père
- 1978 : Un Amore di Dostoevskij : Dostoevskij
- 1978 : Le Coup monté : Pol-André Wirtz
- 1978 : Le Refuge : Alfred Berger
- 1979 : Le Dernier regard de l'aigle
- 1980 : Catherine de Heilbronn d'Éric Rohmer : Theobald Friedeborn (captation vidéo de la mise en scène théâtrale)
- 1980 : Légitime défense : Le juge Morlaix
- 1980 : La Faute : Mangin
- 1982 : Les Invités : Marc Avignon
- 1985 : Une vie comme je veux : PDG de la maison d'éditions
- 1986 : Claire de Lazare Iglesis : Jean
- 1989 : Un comte des deux villes ("A Tale of Two Cities") : Marquis St-Evremonde
- 1989 : Condorcet : M. Suard
- 1989 : Aschenputtel
- 1990 : Monstre aimé
- 1992 : La Confession du pasteur Burg : Samuel \ Mottier
- 1992 : Récidive : Fabréga
- 1993 : L'Affaire Seznec d'Yves Boisset : Le commandant Romain
- 1995 : Farinet, héros et hors-la-loi : Gaspard de Sépibus
- 1996 : Le Combat des reines : Trèsprospère

## Théâtre
- 1954 : Portrait de famille de Nino Frank et Paul Gilson, mise en scène Claude Régy, Théâtre des Mathurins
- 1956 : La Tour de Nesle de Frédéric Gaillardet d'après Alexandre Dumas, mise en scène Jean Le Poulain, Théâtre des Mathurins
- 1957 : Romanoff et Juliette de Peter Ustinov, mise en scène Jean-Pierre Grenier, Théâtre Marigny

- 1966 : Poussière pourpre de Seán O'Casey, mise en scène Georges Wilson, TNP Théâtre de Chaillot
- 1966 : Dieu, empereur et paysan de Julius Hay, mise en scène Georges Wilson, TNP Festival d'Avignon
- 1969 : Mère Courage et ses enfants de Bertolt Brecht, mise en scène Jean Tasso, Bobino
- 1969 : Jules César de William Shakespeare, mise en scène Jean Deschamps, Festival de la Cité Carcassonne

- 1970 : La Danse de mort d'August Strindberg, mise en scène Claude Régy, TNP Théâtre de Chaillot
- 1971 : Histoire du soldat de Charles-Ferdinand Ramuz, mise en scène Jean-Marie Simon, Théâtre de la Tempête
- 1971 : C'était hier d'Harold Pinter, mise en scène Jorge Lavelli, Théâtre Montparnasse
- 1974 : Ubu à l'Opéra d'après Alfred Jarry, mise en scène Georges Wilson, Festival d'Avignon, Théâtre de l'Est parisien
- 1976 : Le Roi Lear de William Shakespeare, mise en scène Daniel Benoin et Dominique Pichou, Comédie de Saint-Etienne
- 1979 : La Petite Catherine de Heilbronn d'Heinrich von Kleist, mise en scène Éric Rohmer, Maison de la culture de Nanterre

- 1983 : Lulu de Frank Wedekind, mise en scène André Engel, Bataclan
- 1983 : Vera Baxter ou les Plages de l'Atlantique de Marguerite Duras, mise en scène Jean-Claude Amyl, Théâtre de Poche Montparnasse
- 1983 : Goethe en Alsace de Jean-Paul de Dadelsen, mise en scène Jacques Lassalle, Théâtre national de Strasbourg
- 1987 : Maison de poupée d'Henrik Ibsen, mise en scène Claude Santelli, Théâtre de la Commune
- 1988 : Palais-Mascotte d’Enzo Cormann, mise en scène Alain Françon, Théâtre de la Bastille
- 1988 : Monstre aimé de Javier Tomeo, mise en scène Jacques Nichet, Théâtre des Treize Vents, Théâtre national de la Colline, Théâtre national de Strasbourg en 1989
- 1989 : Roméo & Juliette de Pascal Dusapin, mise en scène Patrick Guinand, Opéra de Montpellier

- 1990 :  Le Laboureur de Bohême de Johannes von Tepl, mise en scène Christian Schiaretti, Comédie de Reims
- 1991 : Le Neveu de Wittgenstein de Thomas Bernhard, mise en scène Patrick Guinand, Maison des Arts de Créteil
- 1992 : La Compagnie des hommes d'Edward Bond, mise en scène Alain Françon, CDN de Savoie, Théâtre de la Ville, Théâtre de Nice
- 1993 : Les Marchands de gloire de Marcel Pagnol et Paul Nivoix, mise en scène Jean-Louis Martinelli, MC93 Bobigny, tournée
- 1993 : Mon Pouchkine ou les Chevaliers de la lumière en quête de... d'après Alexandre Pouchkine, mise en scène Sophie Loucachevsky, Festival d'Avignon, Théâtre de l'Athénée-Louis-Jouvet
- 1994 : Les Marchands de gloire de Marcel Pagnol et Paul Nivoix, mise en scène Jean-Louis Martinelli, Théâtre de Nice, La Ferme du Buisson, Théâtre national de Strasbourg, tournée
- 1996 : Le Procès d'après Franz Kafka, mise en scène Dominique Pitoiset, Festival d'Avignon
- 1997 : Le Procès, Théâtre de la Ville
- 1997 : Germania 3 d'Heiner Müller, mise en scène Jean-Louis Martinelli, Théâtre national de Strasbourg, Théâtre du Nord, Dramaten Stockholm
- 1997 : Emmanuel Kant Comédie de Thomas Bernhard, mise en scène Jean-Louis Martinelli, Théâtre national de Strasbourg
- 1998 : Germania 3 d'Heiner Müller, mise en scène Jean-Louis Martinelli, Théâtre national de la Colline
- 1998 : Œdipe le Tyran de Sophocle, adaptation Friedrich Hölderlin, mise en scène Jean-Louis Martinelli, Cour d'Honneur Festival d'Avignon, Les Gémeaux, Théâtre national de Strasbourg

## Distinctions
- Prix du Syndicat de la critique 1993 : meilleur comédien pour La Compagnie des hommes